# Гафаров, Айдар Фирдинатович
Айдар Фирдинатович Гафаров (родился 25 апреля 1996 года) — российский регбист, защитник команды «Стрела».
Кандидат в мастера спорта по регби.
Игрок сборной России по регби-7.
С 2007 по 2014 год выступал за регбийный клуб ДЮСШ «Спектр».
С 2014 по 2018 год выступал за регбийный клуб «Энергия».
В 2019 году перешёл в казанскую «Стрелу».

## Достижения
Чемпион Европы в составе сборной России U-18 в 2014 году
Чемпион Высшей лиги по регби-15 в 2015 году
Обладатель Кубка России по пляжному регби в 2018 году
Серебряный призёр Высшей лиги по регби-7 в 2018 году
Бронзовый призёр Высшей лиги по регби-15 в 2019 году